# Ульд Али, Нуреддин
Нуреддин Ульд Али (араб. نور الدين ولد علي‎; род. 23 июня 1972) — алжирский футбольный тренер.

## Биография
Ульд Али никогда не играл в футбол профессионально. Долгое время он учился во французском Марселе, где ему удалось познакомиться с бывшим игроком французской сборной Франсуа Браччи. Именно он привел его в тренерскую профессию. Поработав несколько лет его ассистентом, Ульд Али вошел в тренерский штаб Палестины. В конце 2018 года он возглавил национальную команду перед стартом на Кубка Азии. На этом посту он сменил боливийского специалиста Хулио Сесара Бальдивьесо.